# Joachim (prepozyt kołobrzeski)
Joachim (ur. przed 1488, zm. zap. najp. 1549) – prepozyt kołobrzeski; domyślny, nieślubny syn Bogusława X Wielkiego.

## Pochodzenie
Według części badaczy) Joachimus de Pomerania, który znany jest m.in. z dokumentu z 16 października 1529 był nieślubnym synem Bogusława X. Tenże z rąk Erazma von Manteuffela-Arnhausena (według wspomnianego dokumentu) miał zostać przełożonym kapituły kanoników, przy kościele kolegiackim Najświętszej Maryi Panny w Kołobrzegu. Prawdopodobnym jest, że nadanie zostało dokonane na skutek zabiegów księcia Jerzego I, który byłby w tym wypadku młodszym, przyrodnim bratem prepozyta. Nie wiadomo jednak, w jakiej randze Joachim występował, czy prałata, czy infułata?.   

### Genealogia
|  |  | Bogusław X? ur. 28 lub 29 V 1454 zm. 5 X 1523 | Bogusław X? ur. 28 lub 29 V 1454 zm. 5 X 1523 |  |  |  |  |  |  | NN (konkubina)? ur. ? zm. ? | NN (konkubina)? ur. ? zm. ? |  |  |
|  |  |                                               |                                               |  |  |  |  |  |  |                             |                             |  |  |
|  |  |                                               |                                               |  |  |  |  |  |  |                             |                             |  |  |
|  |  |                                               |                                               |  |  |  |  |  |  |                             |                             |  |  |

|  |  |  |  | Joachim (ur. przed 1488, zm. zap. najp. 1549) |